# Jefe (película de 2018)
Jefe es una película de comedia hispano-portuguesa de 2018 dirigida por Sergio Barrejón y escrita por Natxo López y Marta Piedade. Está protagonizada por Luis Callejo y Juana Acosta.

## Sinopsis
César, un empresario maleducado y egocéntrico, parece estar a punto de perderlo todo hasta que un conserje nocturno de su oficina lo ayuda a encontrar la sensibilidad que tanto necesita.

## Reparto
- Luis Callejo como César
- Juana Acosta como Ariana
- Carlo D'Ursi como Gómez
- Josean Bengoetxea como Javier
- Bárbara Santa-Cruz como Teresa
- Maika Barroso como Jimena
- Adam Jezierski como Charly
- Sergio Quintana como Garrido
- Teo Planell como Diego
- Ángel Cobas como Guardia de seguridad

## Producción
Jefe fue producida por Potenza Producciones, Bowfinger International Pictures y Jefe La Película AIE junto a Fado Filmes, y contó con el apoyo de ICAA, Ibermedia y la Comunidad de Madrid.

## Lanzamiento
La película se estrenó el 15 de abril de 2018 en el 21 Festival de Cine Español de Málaga. Distribuida por Súper 8, se estrenó en cines en España el 6 de julio de 2018. Fue estrenado el 26 de octubre de 2018 en la transmisión de Netflix.